# Festival du film de Sundance 2004
Le Festival du film de Sundance 2004, 20e édition du festival (20th Sundance Film Festival) organisé par le Sundance Institute, s'est déroulé du 15 au 25 janvier 2004 à Park City (Utah).

## Lauréats
Morgan Spurlock remporte le Grand Prix du Jury pour la réalisation du film Super Size Me.